# Erik Hazelhoff Roelfzema
Siebren Erik Hazelhoff Roelfzema (Soerabaja, Java, 3 april 1917 – Ahualoa, Hawaï, 26 september 2007), ook  bekend onder zijn bijnaam Soldaat van Oranje, was een Nederlandse verzetsstrijder, oorlogspiloot, radiomedewerker en schrijver.

## Voor de Tweede Wereldoorlog
Hazelhoff werd geboren in het toenmalige Nederlands-Indië als lid van het Nederland's Patriciaatsgeslacht Hazelhoff Roelfzema. Zijn ouders waren Siebren Erik Hazelhoff Roelfzema (1890-1962) en Cornelia Vreede (1893-1982). In de jaren dertig vestigde het gezin zich eerst te Den Haag en later in Wassenaar. Hij werd lid van HVV, de Haagsche Voetbal Vereniging.
Voordat hij na het gymnasium ging studeren, vertrok Hazelhoff voor een periode van 4 tot 5 maanden naar Argentinië, waar hij wilde ontsnappen aan het keurslijf in Nederland. Hoewel met grote heimwee ging hij werken op Rincón de Aguaceros, gelegen in de buurt van het stadje Mercedes, bij eigenaar Maurits Pieper. Pieper was een klasgenoot van zijn vader.

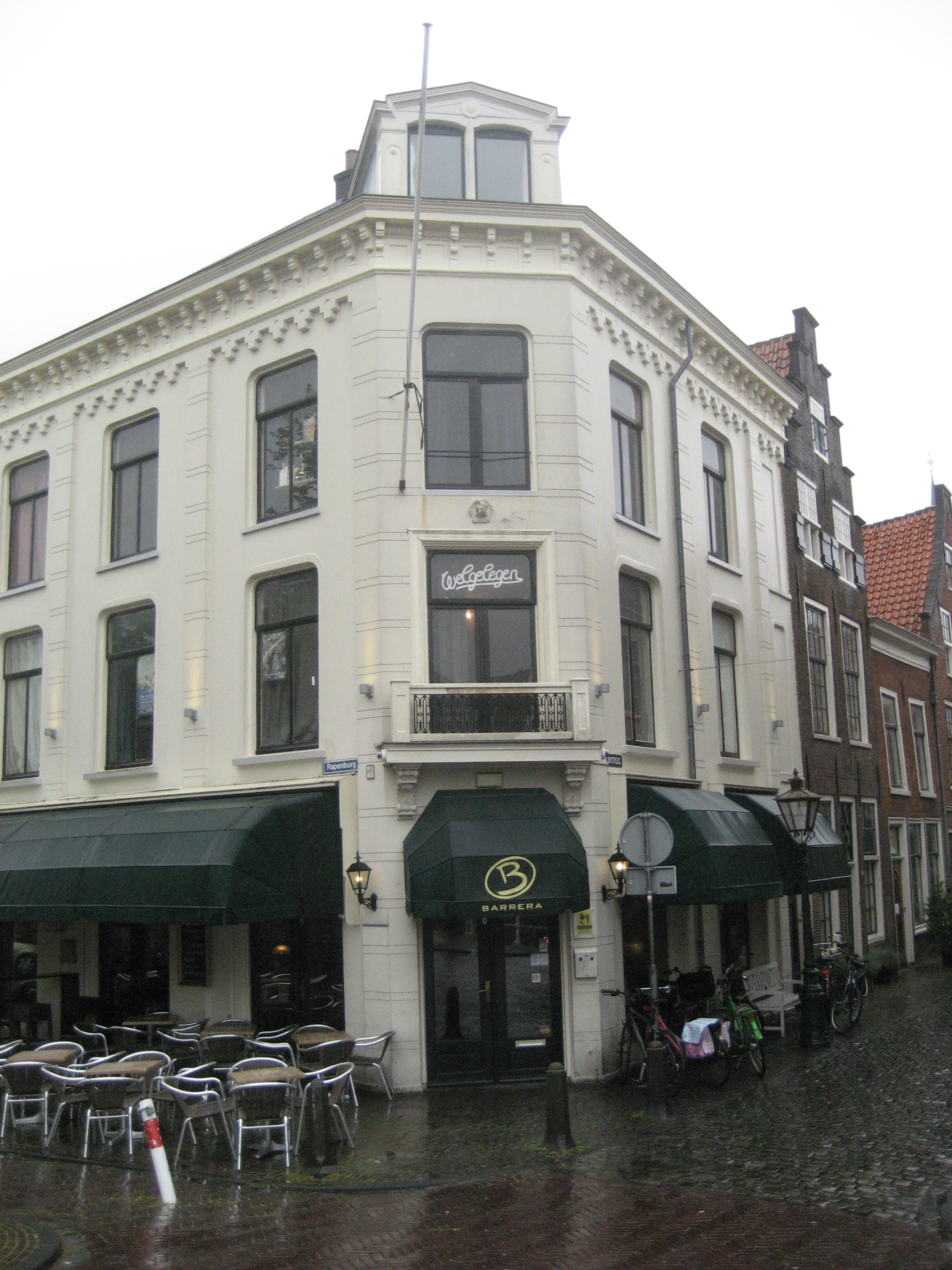
Rapenburg 56, Leiden

Hazelhoff studeerde rechten aan de Rijksuniversiteit Leiden, woonde op Rapenburg 56 (Huize 'Welgelegen') en was lid van het Leidsch Studenten Corps 'Virtus Concordia Fides'. Tijdens zijn groentijd raakte hij gewond door een soepterrine die Ernst de Jonge, toenmalig praeses van het corps, vanuit de verte naar de groep studenten had gegooid. In het groenentoneel speelde Hazelhoff een travestierol.
In 1938, zijn eerste studiejaar, reisde hij als zwerver door de Verenigde Staten. Hazelhoff beschreef zijn belevenissen in het boek Rendez-vous in San Francisco. In 1939 versloeg hij de Finse Winteroorlog, het boek hierover verscheen in 1941 onder de titel Het smeulende vuur. In 1939 stond Hazelhoff niet ingeschreven bij de universiteit.

## De oorlogsjaren

### Studietijd en vertrek naar Engeland
Na de rede en de daarop volgende arrestatie van prof. Cleveringa (decaan van de Rechtenfaculteit) en de weer daarop volgende 48-uursstaking van studenten, werd de universiteit in Leiden eind november 1940 door de Duitsers voor studenten gesloten. In februari 1941 schreef Hazelhoff in zijn eentje het zogeheten Leids manifest, waarin de Leidse studenten zich tegen de bezetter keerden. Hazelhoff liet dit op eigen kosten drukken, waarna hij het, met elf helpers, in de nacht van 14 op 15 februari overal in Leiden aanplakte. Het bestuur van de universiteit verzocht de studenten op 24 februari 1941 geen verder verzet te plegen. Hazelhoff zegde op 6 maart schriftelijk toe in principe geen verzet meer te plegen buiten de universiteit om.
Hij zat in april 1941 een week gevangen in het Oranjehotel te Scheveningen, dook onder in Amsterdam, deed op 10 juni van dat jaar zijn doctoraalexamen, monsterde aan op het Zwitserse vrachtschip St-Cergue dat drie weken later vanuit Schiedam vertrok naar New York. Als Engelandvaarder kon hij zich onderweg bij een Britse inspectie aanmelden als vrijwilliger bij de Britse strijdkrachten, en overstappen op het Britse schip HMS Devonshire, en na een tussentijds verblijf op Faeröer met een ander schip naar het Verenigd Koninkrijk gaan.

### Activiteiten vanuit Engeland
Op basis van een oorspronkelijk plan van mede-Engelandvaarder Bob van der Stok leverde hij samen met Chris Krediet en Peter Tazelaar in het kader van Contact Holland zendapparatuur voor het verzet af op de Nederlandse kust. Ook haalde de groep personen vanuit bezet Nederland op die in Engeland gewenst waren. Ze voeren dan met een motor gun boat van de Royal Navy tot dicht onder de kust en met een roeiboot het laatste stuk naar het strand. Door de branding mislukten enkele missies.
In 1942 begon hij aan de pilotenopleiding bij de Royal Air Force (RAF). Omdat hij brildragend was, zou hij zijn afgekeurd maar door met de keuringen te smokkelen rolde hij erdoor. Na twee jaar kwam hij bij het 139e squadron van de RAF, waar hij 72 Pathfinder missies op Duitsland vloog in een Mosquito.

### Adjudant van koningin Wilhelmina
Van 2 juli 1944 tot in het najaar 1945 was Hazelhoff een van de adjudanten van koningin Wilhelmina. De eerste zes weken woonden ze in Anneville in het bevrijde deel van Nederland, en enige tijd na de bevrijding van de rest van Nederland, toen dat veilig werd verklaard, in Apeldoorn.

## Na de oorlog

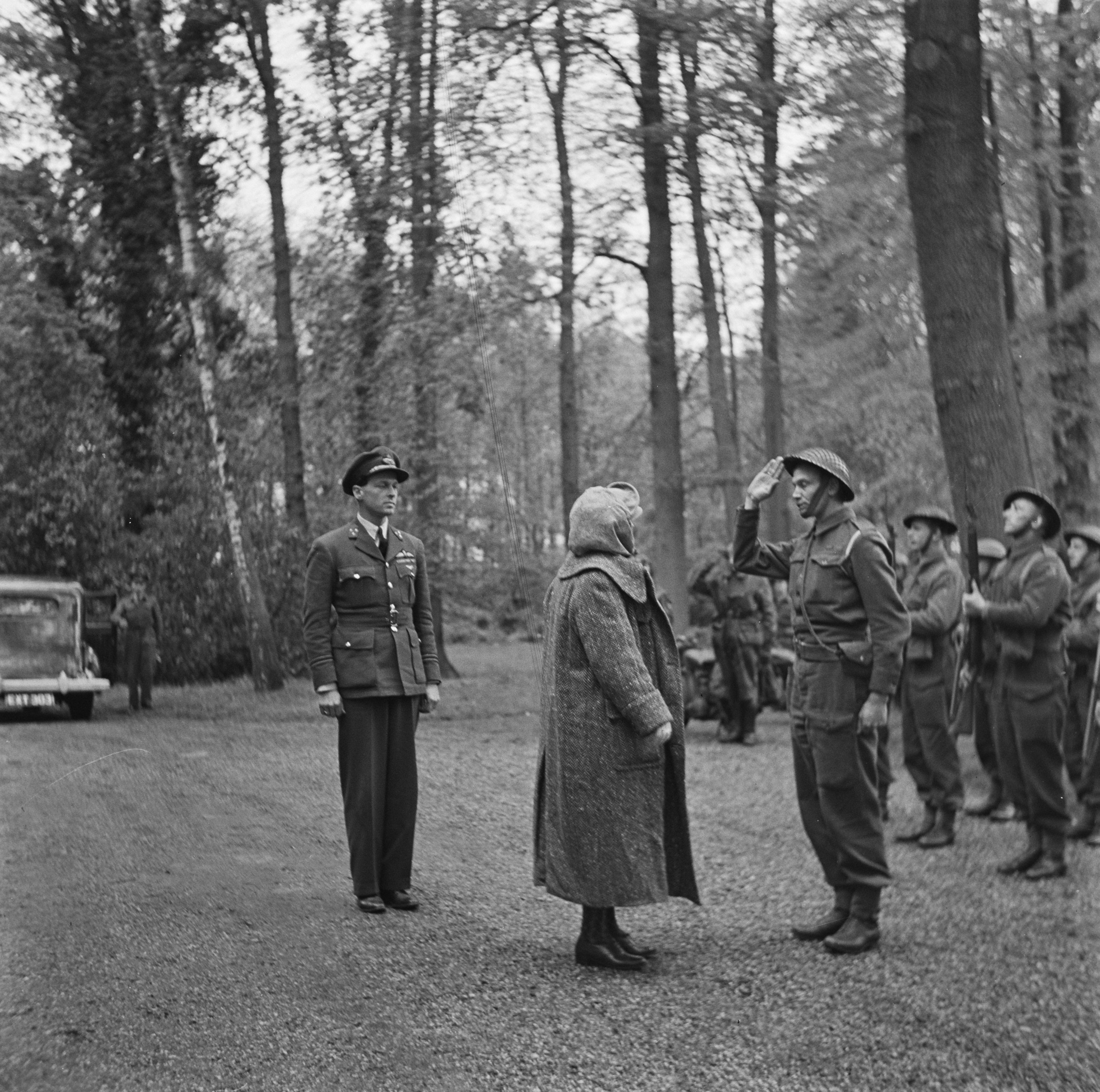
Hazelhoff (links) in 1945, als adjudant van koningin Wilhelmina

### Geplande staatsgreep van 24 april 1947
Volgens een brief uit 1947 van het voormalige hoofd van de Centrale Inlichtingendienst, François van 't Sant, is Erik Hazelhoff Roelfzema in 1947 nauw betrokken geweest bij de voorbereiding tot een staatsgreep waarbij PvdA-leider Koos Vorrink zou worden gedood. Bij dit plan zou ook oud-premier Pieter Gerbrandy zijn betrokken, die na het slagen van de staatsgreep opnieuw premier had moeten worden. Aanleiding was dat het kabinet-Beel mogelijk een onafhankelijk Indonesië wilde accepteren.

### Amerika
Nadien emigreerde Hazelhoff naar de Verenigde Staten. Hij probeerde in Hollywood carrière te maken, eerst als acteur en vervolgens als scenarioschrijver, maar zonder succes. Vanaf 1951 werkte hij voor de NBC Television en in 1955 werd hij programmaleider bij Radio Free Europe, een Amerikaanse propagandazender, gevestigd in München. Joseph Schreieder, tijdens de oorlog chef van de Sicherheitsdienst in Nederland, was daar een van zijn collega's.

### Zuidoost-Azië

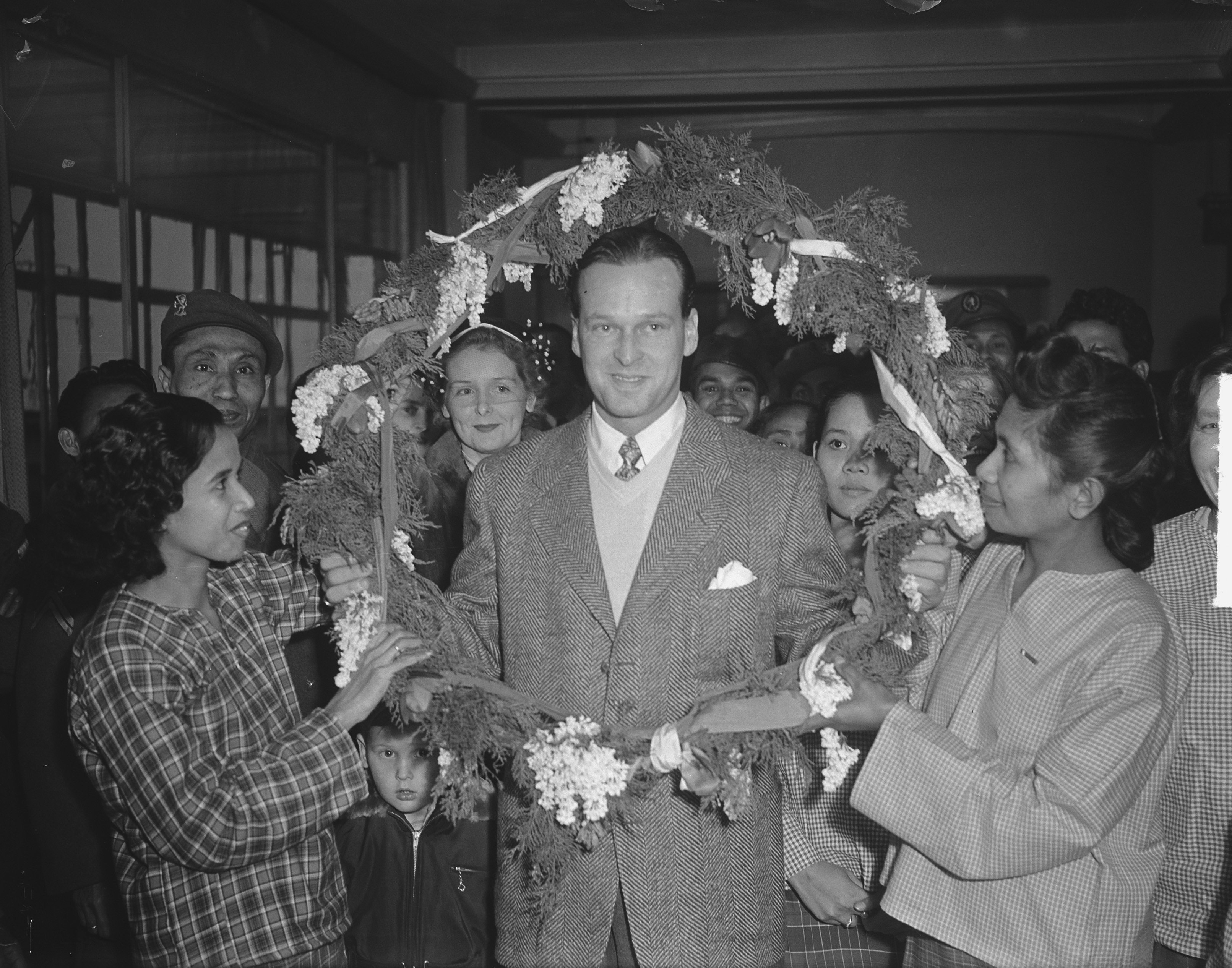
Erik Hazelhoff Roelfzema wordt op 17 februari 1951 op Schiphol begroet door Molukse vrouwen

Na de oorlog was Hazelhoff als voorvechter van de vrije Republiek der Zuid-Molukken (RMS) betrokken bij een geheime missie voor de Molukse zaak. Hij werd door een andere RMS-sympathisant, admiraal Helfrich (in de Tweede Wereldoorlog Bevelhebber der Zeestrijdkrachten), benaderd om contact te krijgen met het verzet op de Molukken en dit te voorzien van wapens. In de Filipijnen zou hij een klein watervliegtuig hebben bemachtigd, maar de piloot zou zich uit de voeten hebben gemaakt, waardoor Hazelhoff genoodzaakt was het vliegtuig zelf te besturen. Vanuit de Filipijnen zou hij naar Ambon zijn gevlogen. Wegens brandstofgebrek zou hij tijdens de terugweg op Nieuw-Guinea zijn geland. Dit avontuur zorgde voor veel publiciteit, die Hazelhoff vervolgens gebruikte om in Nederland de Molukse zaak te bepleiten. Volgens dr J.P. Nikijuluw, de algemeen gevolmachtigde van de Republiek der Zuid-Molukken, was Hazelhoff echter nooit op Ambon geweest.

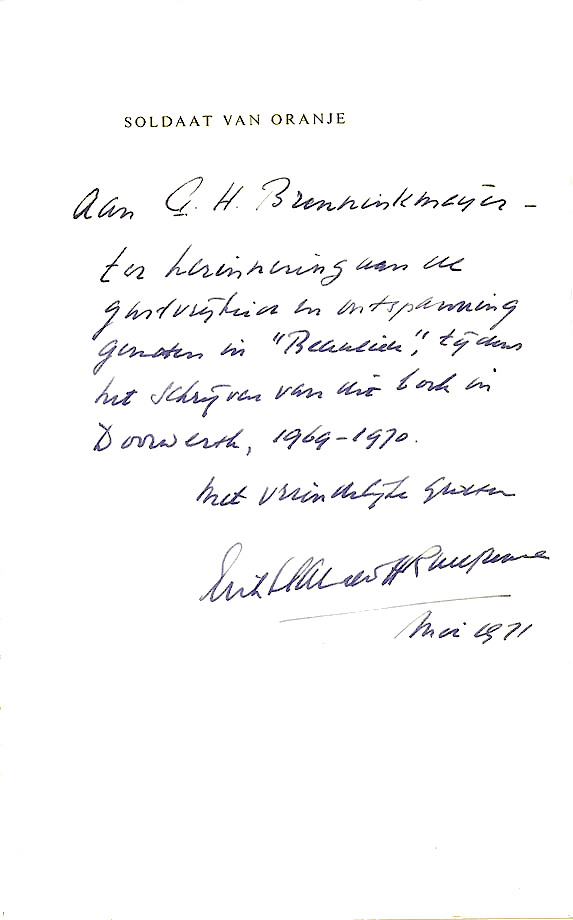
Handschrift van Roelfzema

### Hawaï
Van 1973 tot zijn dood in 2007 woonde Hazelhoff in Hawaï, eerst op Maui en later op het eiland Hawaï.

## Soldaat van Oranje
Onder deze naam werd Hazelhoff vooral bekend. In 1968 was hij weer gaan schrijven. Over zijn belevenissen tijdens de Tweede Wereldoorlog schreef hij het boek Het hol van de ratelslang, dat in 1970 verscheen. Het boek verkocht slecht, en Hazelhoff kocht de rechten terug. Een jaar later kwam een herziene versie uit, nu onder de titel Soldaat van Oranje die zijn vrouw hem aan de hand had gedaan, en met een voorwoord van Prins Bernhard. Het boek werd een bestseller. In 1977 verfilmde Paul Verhoeven het onder de gelijknamige titel, met Rutger Hauer in de hoofdrol. In 1979 was een bewerking van de film tot vier delen onder de titel Voor Koningin en Vaderland op televisie te zien. Ook is het boek tot musical onder de gelijknamige titel bewerkt; deze wordt sinds 2010 gespeeld in de TheaterHangaar op voormalig Vliegkamp Valkenburg bij Katwijk (ZH).
Met de hoofdrolspeler van Soldaat van Oranje, Rutger Hauer zou Erik Hazelhoff Roelfzema na de verfilming van zijn boek, een hechte vriendschap ontwikkelen.

## Persoonlijk
Hazelhoff Roelfzema emigreerde naar de Verenigde Staten, en verkreeg daar de Amerikaanse nationaliteit. Van 1945 tot 1965, was hij getrouwd met Margaret "Midge" Cooper. Uit dit eerste huwelijk werd zijn zoon geboren, Erik Hazelhoff Roelfzema jr.
In 1968 trouwde hij met de binnenhuisarchitecte Karin Steensma. Met haar woonde hij in Ahualoa bij Honokaa, op het eiland Hawaï. In 2006 onderging hij een hartoperatie. Hij overleed thuis, op negentigjarige leeftijd. Een deel van zijn as is overgebracht naar het monument 'Voor hen die vielen', aan de Schouwweg in Wassenaar, waar deze as begraven is bij een eik, gelegen achter het monument met een grijszwarte grafsteen met daarop de inscriptie 'Vrij Onverveerd'.
Karin Hazelhoff overleed op 6 oktober 2022 op 93-jarige leeftijd.

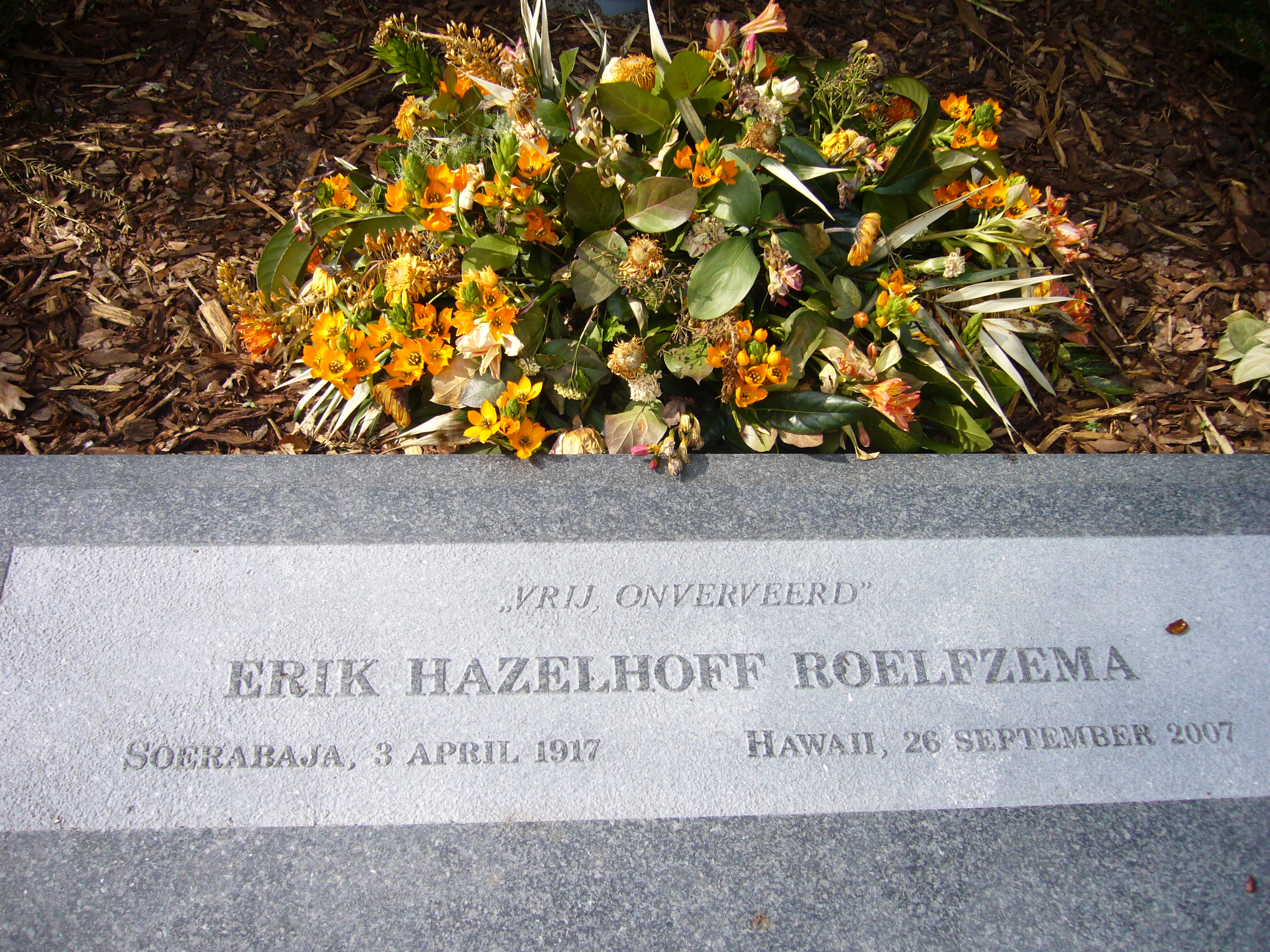
Gedenksteen Erik Hazelhoff Roelfzema

## Hobby
Hazelhoff was betrokken bij het Racing Team Holland (RTH). In 1958 ontmoetten Hazelhoff en Ben van Marken elkaar in New York. Ze ontmoetten elkaar weer in 1962, toen Hazelhoff Roelfzema's zoon Erik had besloten coureur te worden. Samen richtten ze in februari 1963 de stichting Racing Team Holland op om Nederlandse coureurs te ondersteunen. Hierbij waren ook Ben Pon (importeur van Porsche en Volkswagen), Rob Slotemaker, Fred van der Vlugt, Henk van Zalinge, Maarten van Wamelen, Wim Blankevoort, Hans Hugenholtz en Jan Apetz aanwezig.

## Connecties met de koninklijke familie
Aan het eind van de oorlog was Hazelhoff adjudant van koningin Wilhelmina. In die functie was hij aanwezig bij de terugkeer van de vorstin in Nederland, op 13 maart 1945 in Eede (Zeeland). Ook was hij bij de terugkeer van koningin Wilhelmina en prinses Juliana op vliegbasis Gilze-Rijen op 2 mei 1945, de intocht van de koningin in Den Haag op 6 juli 1945 en de terugkeer van de prinsesjes op vliegveld Teuge op 2 augustus 1945. Na de oorlog bood Wilhelmina hem een staffunctie aan, maar daar voelde hij niets voor.
Hazelhoff Roelfzema was een persoonlijke vriend van prins Bernhard. Op 31 maart 1971 nam deze het boek Soldaat van Oranje officieel in ontvangst en met koningin Juliana en hun dochters Beatrix en Margriet met echtgenoten was hij aanwezig bij de première van de film in Theater Tuschinski op 21 september 1977.
Bij de inhuldiging van koningin Beatrix op 30 april 1980 was Hazelhoff Roelfzema een van de twee 'koningen der wapenen'. Als oudste van de twee mocht hij met luide stem roepen dat de koningin ingehuldigd was.
Hij was getuige bij het kerkelijk huwelijk van de derde zoon van prinses Margriet, prins Pieter-Christiaan en Anita van Eijk, op 27 augustus 2005.
Twee jaar na zijn dood was prinses Irene bereid om beschermvrouwe van de Stichting Erik Hazelhoff Roelfzema Prijs te worden.

## Onderscheidingen

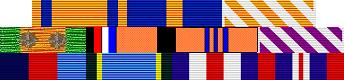
Batons van Erik Hazelhoff Roelfzema

### Nederlandse
- Ridder der Vierde Klasse in de Militaire Willems-Orde op 4 juni 1942[32]
- Vliegerkruis op 22 september 1945[33]
- Kruis van Verdienste op 20 maart 1944[34]
- Oorlogsherinneringskruis[35] met 2 gespen
- Verzetsherdenkingskruis[35]
- Inhuldigingsmedaille 1980

### Buitenlandse
- Distinguished Flying Cross, honorair op 3 juli 1945[35]
- 1939-1945 Star[35]
- Air Crew Europe Star[35]
- France and Germany Star[35]
- War Medal 1939-1945[35]

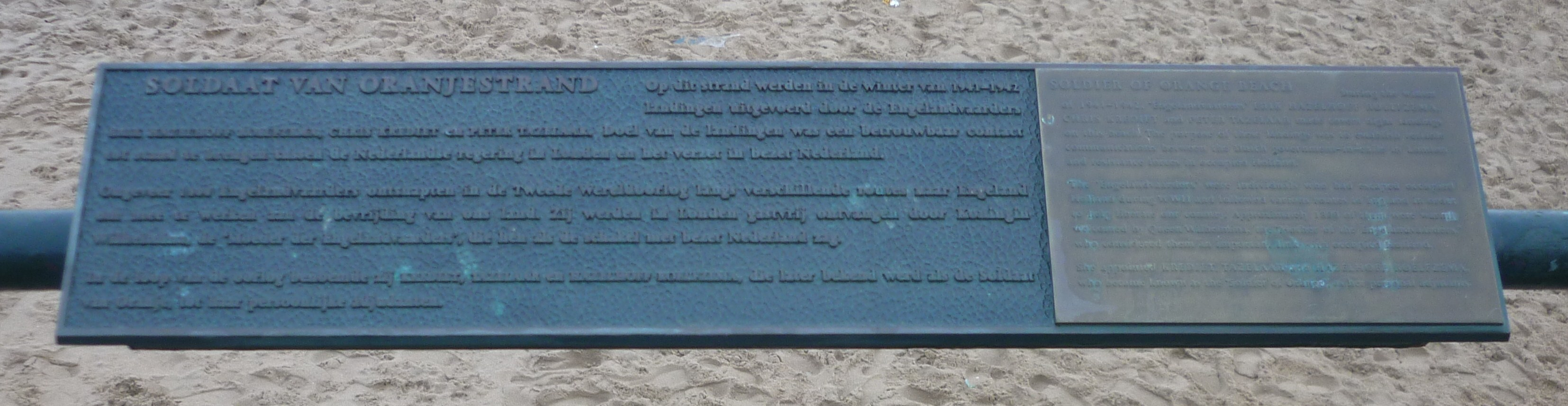
Plaquette in Scheveningen

In Scheveningen is een deel van het strand ten zuiden van de pier het 'Soldaat van Oranjestrand' genoemd. Op de balustrade is een plaquette geplaatst, die door Hazelhoff Roelfzema in 2003 is onthuld. De tekst luidt:
SOLDAAT VAN ORANJESTRAND
Op dit strand werden in de winter van 1941-1942 landingen uitgevoerd door de Engelandvaarders Erik Hazelhoff Roelfzema, Chris Krediet en Peter Tazelaar. Doel van de landingen was een betrouwbaar contact tot stand te brengen tussen de Nederlandse regering in Londen en het verzet in bezet Nederland. 
Ongeveer 1800 Engelandvaarders ontsnapten in de Tweede Wereldoorlog langs verschillende routes naar Engeland om mee te werken aan de bevrijding van ons land. Zij werden in Engeland gastvrij ontvangen door koningin Wilhelmina, de moeder der Engelandvaarders, die hen als schakel met bezet Nederland zag. 
In de loop van de oorlog benoemde zij Krediet, Tazelaar en Hazelhoff Roelfzema, die later bekend werd als de Soldaat van Oranje, tot haar persoonlijke adjudanten.

## Vernoemingen

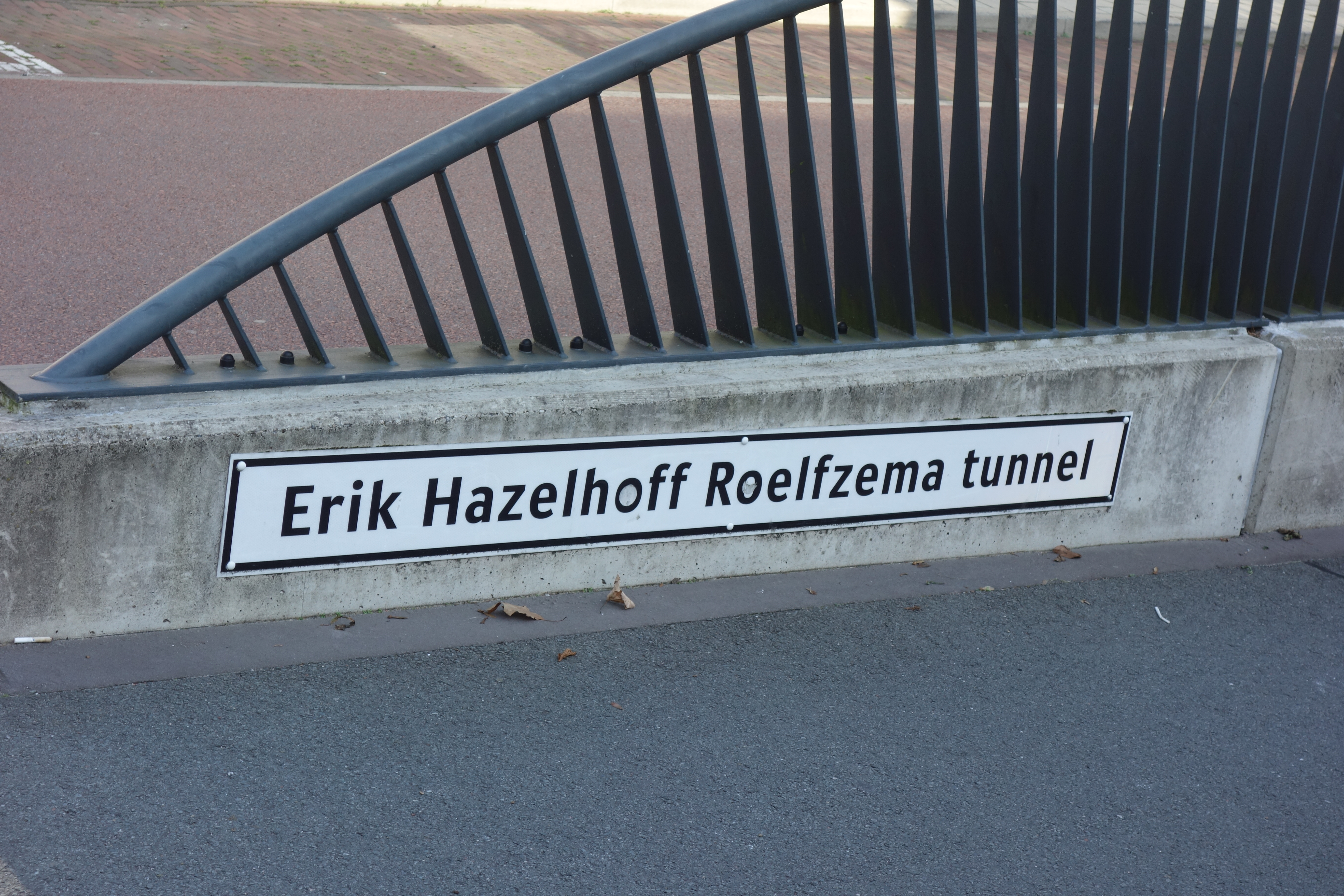
Erik Hazelhoff Roelfzema-tunnel in Wassenaar

Twee jaar na zijn overlijden richt "een gezelschap van mensen die op enigerlei wijze verbonden zijn met de Soldaat van Oranje" de Stichting Erik Hazelhoff Roelfzema Prijs op om het gedachtegoed van Erik Hazelhoff Roelfzema in stand te houden. Een literaire prijs met twee categorieën:

### Erik Hazelhoff Biografieprijs
Een geldprijs van vijftienduizend euro voor de beste ingestuurde Nederlandstalige biografie die in twee voorafgaande jaren bij een Nederlandse of Vlaamse uitgeverij verschenen is. De prijs heeft als doel het bevorderen van het lezen van biografisch werk en het vergroten van de belangstelling voor biografieën bij een breed publiek. Vanaf 2018 wordt deze literaire prijs door de Stichting Nederlandse Biografieprijs voortgezet onder de naam de Nederlandse Biografieprijs.

### Erik Hazelhoff Jong Talentprijs
De Stichting Erik Hazelhoff Roelfzema Prijs heeft deze prijs ingesteld met als doel jonge, getalenteerde academische schrijvers te stimuleren om naast hun 'gewone' carrière ook het schrijverschap te ambiëren. De beste ingestuurde Nederlands- of Engelstalige masterscriptie, geschreven aan een Nederlandse of Vlaamse universiteit, wordt beloond met een geldprijs van 5.000 euro, en een auteurscontract voor publicatie van de scriptie in geredigeerde vorm.
Zijn weduwe Karin Hazelhoff Roelfzema-Steensma was lid van het Comité van aanbeveling.